# انتخابات سراسری اردن (۱۹۵۱)
انتخابات سراسری اردن (۱۹۵۱) که از آن با نام پارلمان سوم اردن (به عربی: مجلس النواب الأردنی الثالث) هم یاد می‌شود در تاریخ ۱ سپتامبر ۱۹۵۱ برگزار شد.  علیرغم آنکه آن زمان هنوز مشارکت احزاب در انتخابات مجاز نبود، تقریباً همه نامزدها به صورت مستقل حضور یافتند، با این حال برخی از کاندیدهای وابسته به حزب کمونیست، حزب بعث عربی سوسیالیستی، حزب امت و حزب عربی قانون اساسی نیز به مجلس راه یافتند. این مجلس که ۴۰ کرسی داشت به مدت سه سال از ۱۹۵۱ تا ۱۹۵۴ فعالیت داشت تا اینکه در ۲۲ ژوئن ۱۹۵۴ به دستور ملک حسین، پادشاه وقت اردن به دلیل مخالفت با سیاست‌های دولت و عدم همکاری با قوه مجریه منحل شد. این مجلس در دوره فعالیت خود توانست قانون اساسی ۱۹۵۲ اردن را به تصویب برساند. عبدالله الکلیب الشریده، حکمت المصری و عبدالحلیم این نمر در دوره فعالیت سه ساله این مجلس ریاست آن را بر عهده داشتند.